# Дзедушицкий, Тадеуш
Тадеуш Антоний Дзедушицкий (28 июня 1724 — октябрь 1777) — государственный и военный деятель Речи Посполитой, староста жуковский (с 1745 года), хорунжий теребовльский (1750), полковник (1751), хорунжий галицкий (1756), староста матвейковский (1756), ротмистр панцирной хоругви (1760), подкоморий галицкий (1760—1765), чашник великий коронный (1765—1777), генерал-поручик коронных войск (1770), староста серебрицкий (1775), граф Королевства Галиции и Лодомерии (22 октября 1776). 

## Биография
Представитель дворянского рода Дзедушицких герба «Сас». Старший сын хорунжего теребовльского и ротмистра панцирной хоругви Яна Петра Дзедушицкого (1691—1743) и Розалии Марианны Липской. Младшие братья — Адам, Юзеф и Доминик Дзедушицкие.
Происходил из Малой Польши. Тадеуш Дзедушицкий служил офицером в гусарских хоругвях. В 1746 году — поручик, в 1752 году — полковник. В 1759 году его подразделение разбило отряд опришков под командованием Ивана Бойчука, преемника Василия Баюрака. С 1760 года — ротмистр панцирной хоругви, участвовал в подавлении гайдамацких бунтов на Правобережной Украине.
В 1760 году Тадеуш Дзедушицкий был избран послом (депутатом) от Галицкой земли на сейм. В 1762 году предупредил Австрию об ожидавшемся нападении крымских татар.
Политический деятель, проявлял интерес с социальным вопросам. Являлся членом конфедерации Чарторыйских (1764) и послом на конвокационный сейм (1764) от Галицкой земли. В том же 1764 году был в очередной раз избран послом от Галицкой земли на коронационный сейм.
Сторонник польского короля Станислава Августа Понятовского. В 1766 году — посол от Галицкой земли на сейм Чаплица. Участвовал в борьбе против Барской конфедерации. Участник кровавой битвы под Гусятином. Был обвинен в совершении злодеяний против конфедератов и бежал в Венгрию. В 1770 году вернулся в Польшу.
22 октября 1776 года получил титул графа Королевства Галиции и Лодомерии. 
В 1750 году Тадеуш Дзедушицкий был назначен хорунжим теребовльским, позднее стал подкоморием галицким (1760) и чашником великим коронным (1765). 
За свои заслуги был награждён Орденом Святого Станислава 8 мая 1770 года и получил чин генерала, титул члена тайного совета и графа Австрии.
В конце жизни проживал во Львове. Являлся членом Львовского Успенского братства. Его портрет из Успенской церкви находится в собрании Львовского исторического музея.

## Семья
25 ноября 1751 года во Львове женился на Саломее Жозефе Биберштейн-Трембицкой (1718—1787), дочери подсудка люблинского Валериана Биберштейн-Трембицкого и Людвики Ростовской. Дети:
- Валериан Викторин (1754—1832), староста серебрицкий (1775), подкоморий австрийский (1775), камергер королевский (1786)
- Антоний Баптист Базилий (1757—1817), писарь великий литовский (1781)
- Людвика Урсула (1759—1829), жена с 1792 года Юзефа Шептицкого (ум. 1818)

- Елена (1759—1848), в 1799 приняла православие
- Юстина Модеста (1761—1844), жена с 1793/1794 года графа Франтишека Ксаверия Дзялынского (1756—1819), сенатора-воеводы Варшавского герцогства
- Магдалена Катажина (1762—1847), жена с 1783 года графа Игнацы Морского (ум. 1819)
- Вавринец Мартин (1772—1836), камергер австрийский
- Паула Клотильда (до 1775 — до 1799)
- Юзеф Каласантий (1776—1847)
- Евгений (умер в детстве)
- Анастасия (умерла в детстве)
- Винцентий (умер в детстве)
- Балбина (умерла в детстве)
- Шимон (умер в детстве)